# Richard Burke
Richard Burke, conegut popularment amb el nom de Dick Burke, (Nova York, EUA 1932-15 de març de 2016), fou un polític irlandès que fou membre de la Comissió Jenkins entre 1977 i 1981.

## Biografia
Va néixer el 28 de març de 1932 a la ciutat nord-americana de Nova York. De ben petit es traslladà a la ciutat de Tipperary, població situada al comtat del mateix nom. Va estudiar magisteri a la Universitat de Dublín, exercint aquesta professió abans d'iniciar la seva activitat política.

## Activitat política
Membre del Partit Demòcrata Cristià Irlandès, l'any 1967 abandonà aquest partit per formar part del Fine Gael. El 1969 fou escollit membre del Dáil Éireann (Parlament d'Irlanda) per la circumscripció de Dublín, i fou nomenat per Liam Cosgrave, cap del seu partit, líder de la seva formació al Parlament.
El 1973 el Taoiseach (primer ministre) Liam Cosgrave el nomenà Ministre d'Educació, sent un dels principals opositors a la legalització dels anticonceptius. El 1976 abandonà la política nacional per esdevenir Comissari Europeu, guanyant una batalla interna amb Justin Keating per aconseguir aquest càrrec després de la renúncia del primer comissari irlandès, Patrick Hillery. Nomenat membre de la Comissió Jenkins el gener de 1977 fou responsabilitzat de les carteres de Relacions amb el Parlament, Fiscalitat, Assumptes dels Consumidors i Transport, càrrec que va mantenir fins al gener de 1981.
En les eleccions generals d'Irlanda, realitzades el juny de 1981, aconseguí esdevenir altre cop diputat al Dáil Éireann, però no aconseguí entrar a formar part del govern presidit per Garret FitzGerald tot i la seva dilatada experiència. En les eleccions generals de 1982 novament fou elegit diputat i fou proposat pel Taoiseach Charles Haughey, pertanyent al Fianna Fáil, Comissari Europeu en substitució de Michael O'Kennedy, un càrrec que un cop acceptat no fou exempte de polèmica, ja que fou escollit per part del seu partit rival. En finalitzar aquest segon mandat en la Comissió Thorn, en el qual fou nomenat Comissari Europeu de Personal i Administració, abandonà la política activa.